# 斎藤佑樹
斎藤 佑樹（さいとう ゆうき、1988年6月6日 - ）は、群馬県太田市出身の元プロ野球選手（投手、右投右打）。
現在は、株式会社斎藤佑樹の代表取締役並びに株式会社ライブドアの取締役兼最高情報責任者（CIO）。

## 概要
早稲田実業学校高等部3年時にエースとして夏の甲子園に出場。決勝再試合の末、田中将大擁する駒大苫小牧を下し優勝を果たす。同大会において、斎藤が青色のハンカチで顔の汗をぬぐう行為に注目が集まり「ハンカチ王子」と呼ばれた。この愛称は同年の流行語大賞トップ10にもノミネートされている。また、国内において斎藤と同世代の野球選手は「ハンカチ世代」とも呼ばれる。

## 経歴

### 小・中学時代
群馬県太田市出身。漫画『MAJOR』を愛読し、太田市立生品小学校在籍中は地元学童野球チーム「生品チャンピオンズ」に1年時から在籍し主将を務める。太田市立生品中学校では軟式野球部に所属。群馬県大会では準優勝、関東大会ではベスト8まで進み、地元紙・上毛新聞に取り上げられる。

### 高校時代

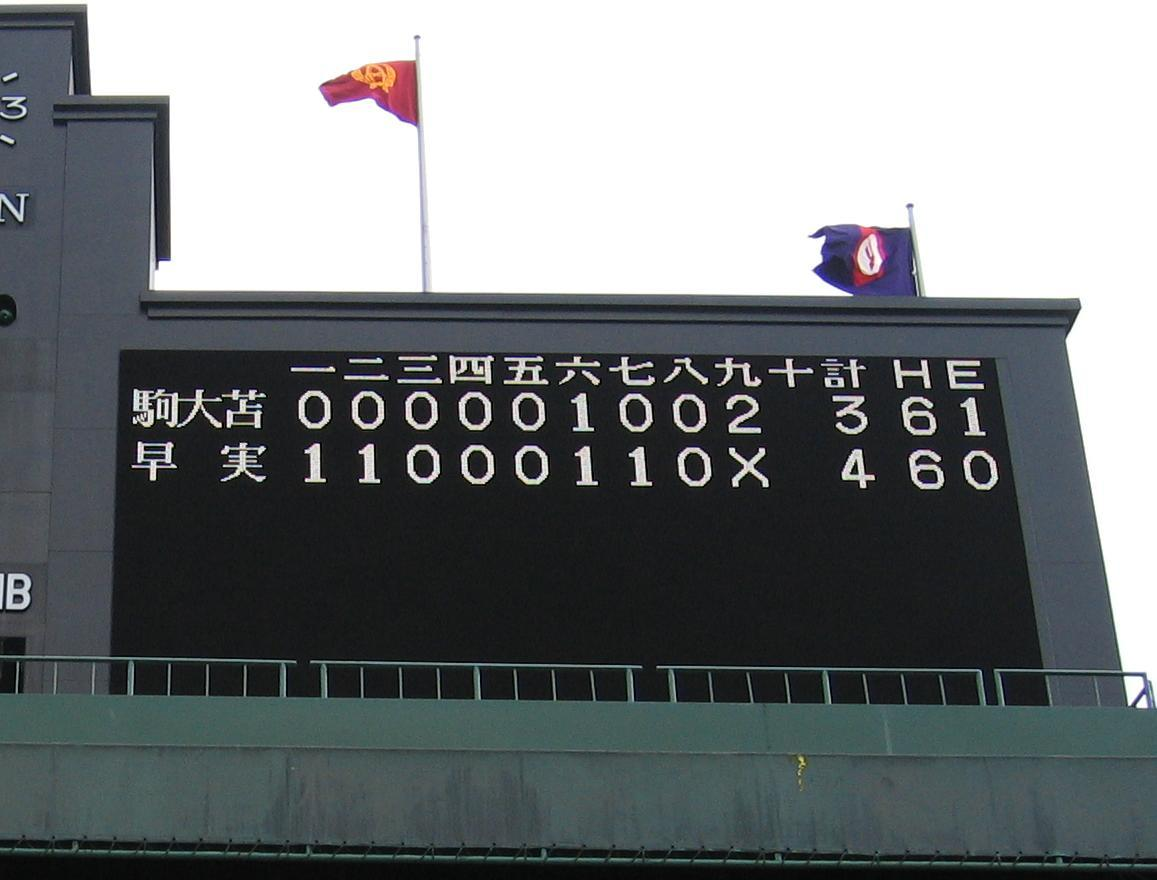
決勝再試合のスコアボード

2004年
「野球も勉強もトップレベルの高校で文武両道を目指す」との理由から、推薦入試により早稲田実業学校高等部に進学。入学から2か月後に実家を離れ、東京で兄と二人暮らしを始める。野球部では和泉実監督の指導を受け、1年からベンチ入りする。
2005年
背番号1で臨んだ2年夏の西東京大会では、日大三との準決勝で3本の本塁打を打たれコールド負け。2年秋の都大会では副キャプテンとなり、準決勝では日大三との2度目の対戦で完封勝利、24年ぶりの優勝。同年11月の明治神宮大会では準決勝にて駒大苫小牧に敗れベスト4。このとき、のちに甲子園決勝で再戦することとなる田中将大と初めて投げ合う。
2006年
選抜2回戦で関西高等学校を引き分け再試合の末勝利、準々決勝で横浜高校に敗退。同年夏（3年時）の西東京大会決勝で日大三高と3度目の対戦となり延長戦の末サヨナラ勝ち。
甲子園では、2回戦の大阪桐蔭戦にて、プロ入り後チームメイトとなる中田翔に4打数無安打3三振。決勝は、駒大苫小牧のエース田中将大との投手戦となり、延長15回でも決着がつかず、引き分け再試合。翌日となった再試合の先発を志願し4連投、最後は田中を三振に打ち取り13奪三振、早実は夏の甲子園で初優勝する。同大会での投球回69、投球数948はいずれも1大会における記録としては史上最多、1大会における奪三振78は、1958年の板東英二（徳島商業高校）の83個に次いで歴代2位となった。
同年の新語・流行語大賞のトップテンに自身の愛称である「ハンカチ王子」が選ばれるなど、世間からもプロ球団からも注目が集まる中、9月11日の記者会見にて大学進学を表明。9月30日から兵庫県で開催された第61回国民体育大会（のじぎく国体）は、決勝戦にて夏の甲子園大会決勝戦と同じく駒大苫小牧高校と対戦。再び田中との対決（この日最後の打者は田中）となり、1-0で早実が勝利し再び優勝投手となる。
日米親善高校野球大会に田中らと共に参加し、斎藤は同大会3試合に先発して2勝。12回で12安打・5失点・20奪三振（防御率3.75、奪三振率15.00）の成績を残した。

### 大学時代

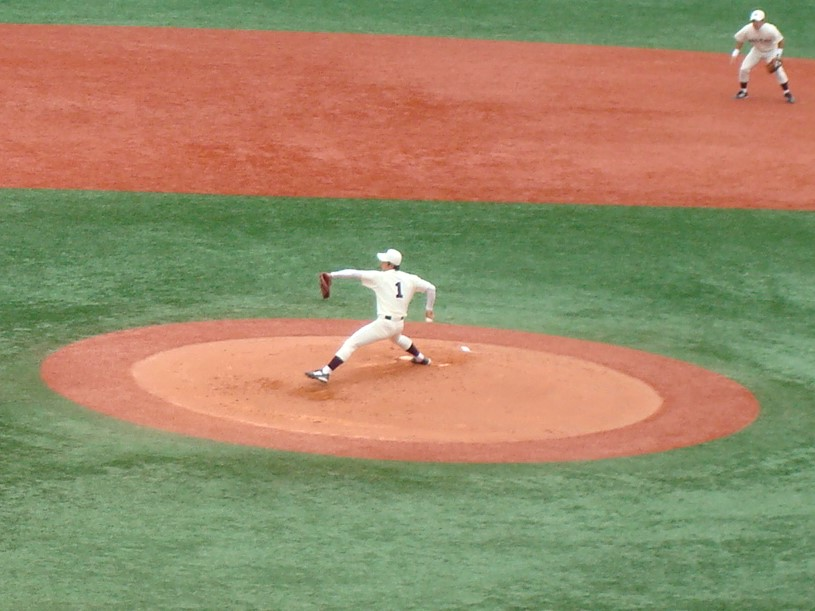
2009年5月16日、神宮球場での明大戦にて先発登板

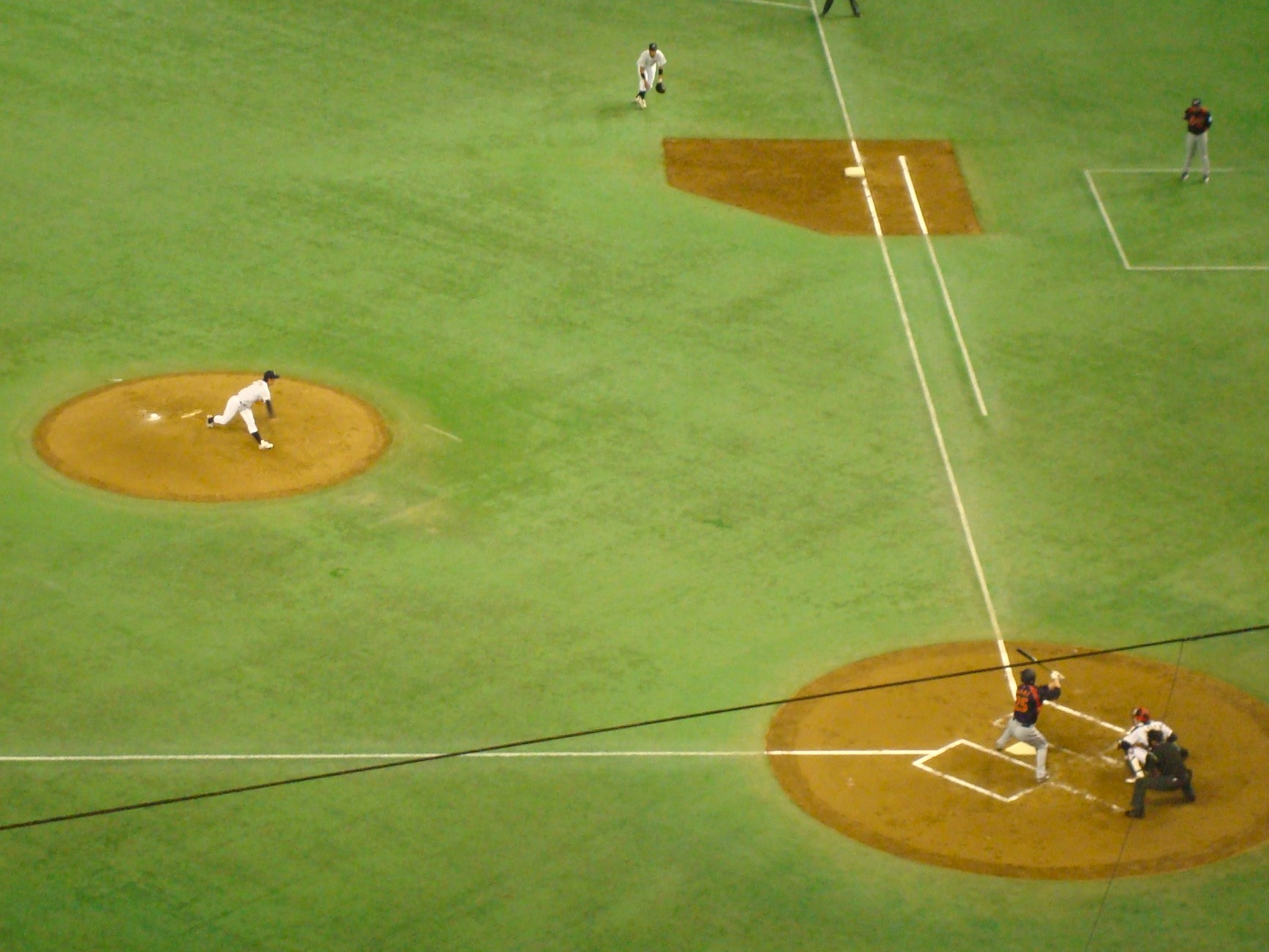
2009年11月22日、東京ドームでのU-26NPB選抜 対 大学日本代表で先発登板（打者は阪神・新井貴浩）

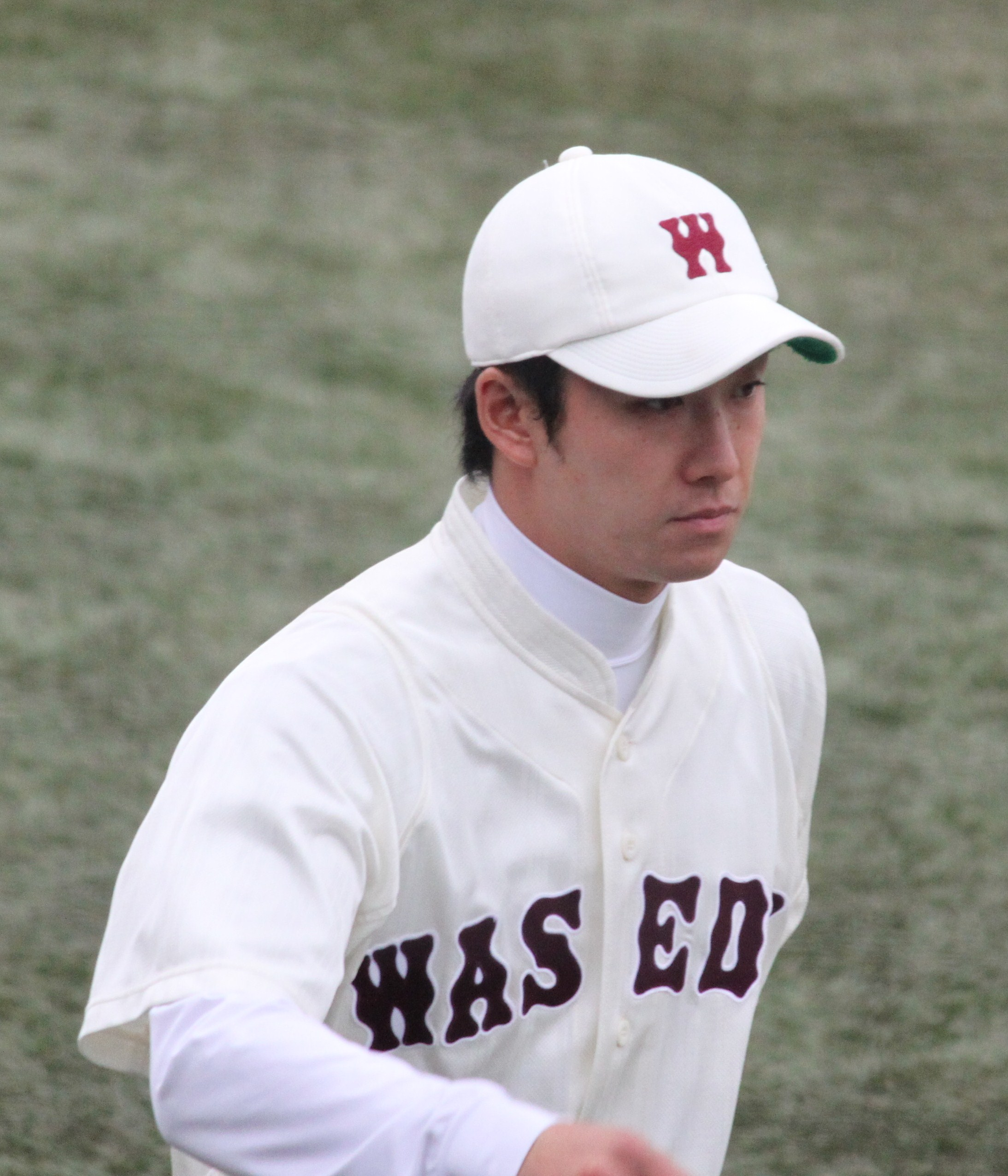
早稲田大学時代の斎藤（2010年）

2007年
早稲田大学教育学部社会科社会科学専修に入学し、早稲田大学野球部に入部。背番号は「16」。4月14日から始まった2007年東京六大学野球春季リーグ戦において、斎藤は開幕戦となる東京大学戦で先発を務め勝利投手となった。1年生春の開幕投手での勝利は、1927年の宮武三郎（慶應義塾大学）以来80年ぶり。6月3日、優勝のかかった早慶戦でも先発を担い勝利したことで、斎藤はリーグ戦優勝投手となった。同リーグ戦での成績は4勝（リーグ1位タイ）0敗、防御率1.65（同3位）。また、プロ野球ならばセーブが付く場面での交代完了が2試合あり（東京六大学リーグにはセーブの制度はない）、チームの10勝中6勝に関与し優勝に大きく貢献した。また1年生投手としては史上初となるベストナインにも選出された。
6月、第56回全日本大学野球選手権大会では2回戦・準決勝・決勝の3試合に登板。準決勝・決勝では2日連続して先発を務め、それぞれ1失点で後続につなぎ2勝を記録。チーム33年ぶりの優勝に貢献し、1年生では史上初の最高殊勲選手（MVP）に選ばれた。同年7月、アメリカで開催された第36回日米大学野球選手権大会日本代表に選出。代表チームでの背番号は「20」。第3戦で先発し、日本チームは敵地開催で初の優勝、斎藤は同大会日本代表の1年生投手としては史上初の勝利投手となった。9月に始まった東京六大学秋季リーグ戦では、開幕戦となる対東京大学1回戦で先発を務め、勝利投手となる。1年生投手が春秋ともに開幕戦の先発を務めるのは1929年の古館理三（帝国大学）以来4人目、1年生投手が春秋ともに開幕戦勝利を収めたのは宮武以来80年ぶり。対法政大学4回戦ではリーグ戦初完投勝利（チームにとっても2季ぶり）を収めた。早稲田大学の3季連続優勝がかかった慶應義塾大学との3回戦では、リーグ戦初完封に加え自己最多となる15奪三振を記録、春に続き優勝決定試合での勝利投手となった。2007年秋季リーグにおいて記録した防御率0.78は最優秀防御率賞となり、2季連続のベストナインにも選ばれた。1年生投手の春秋連続ベストナイン受賞は史上初。また、4勝はリーグ最多勝、与四死球率1.55（57.2投球回で四死球10）はリーグ最少だった。
2008年
7月にチェコで開催された第4回世界大学野球選手権日本代表に選出。また秋季リーグ戦から背番号を「1」に変更。自身最高の7勝（リーグ最多勝）を挙げ2季ぶりの優勝に貢献した。初の満票で3回目のベストナインも受賞。優勝時のヒーローインタビューでは1年次からバッテリーを組んでいた細山田武史への感謝の思いを語った。
2009年
7月に開催された第37回日米大学野球選手権大会日本代表に選出。同年のリーグ戦は春4勝2敗、秋3勝2敗、チームは優勝を逃した。本人はこの年に球速を追い求めた結果フォームを崩してしまい、思った投球ができなかったとインタビューで語っている。同年、秋季リーグ戦終了後に早稲田大学野球部第100代主将に就任。それに伴い背番号を「10」に変更。11月22日、史上初のプロ野球と大学野球それぞれの選抜チームによる交流戦『U-26 NPB選抜 対 大学日本代表』に先発投手として登板。翌日23日はオール早慶戦で3年ぶりに甲子園で登板。
2010年
7月30日から日本で開催された第5回世界大学野球選手権大会の日本代表に選出。秋季リーグ戦では、早慶戦2日目で早稲田大学と慶應義塾大学が勝率で並び、11月3日に50年ぶりの早慶優勝決定戦が行われた。明治神宮野球場は超満員となる36,000人の観衆を集め、先発した斎藤は8回途中までノーヒットノーランの好投、試合は10-5で早稲田大学が優勝。11月13日から開催された第41回明治神宮野球大会・大学の部でも1回戦から決勝戦まで登板し、同大会において早稲田大学初優勝に貢献。主将として大学最後の年にリーグ戦優勝、大学日本一というこれ以上ない有終の美を飾った。大学4年間を通じて、東京六大学野球史上6人目となる通算30勝300奪三振を達成（リーグ通算61試合に登板、31勝15敗、防御率1.77、323奪三振、ベストナイン2回）、全日本大学野球選手権でMVP。また世界大学野球選手権大会および、日米大学野球選手権大会において4年連続での大学日本代表選出は史上初。
10月28日のプロ野球ドラフト会議にて、東京ヤクルトスワローズ、北海道日本ハムファイターズ、千葉ロッテマリーンズ、福岡ソフトバンクホークスの4球団が1位指名し、抽選の結果、日本ハムが交渉権を獲得。同会議では早稲田大学の同期生である大石達也と福井優也が、それぞれ埼玉西武ライオンズと広島東洋カープから1位指名を受けた（大石は広島を含む他5球団との競合）。プロ野球ドラフト会議において、同一大学の投手3人が1位指名を受けるのは同会議史上初、ポジションにかかわらず3人が1位指名されたのは、1996年の青山学院大学（井口資仁、澤崎俊和、清水将海）以来となった。10月30日から早慶戦を控えており当日の記者会見は行わず、早慶優勝決定戦翌日となる11月4日に大石、福井とともに会見を開き、プロ入りへの意気込みを語った。12月6日、日本ハムとの初交渉に臨み、新人としては最高評価の年俸1500万円、契約金1億円、出来高5000万円（金額は推定）で仮契約した。12月9日、日本ハムの本拠地・札幌ドームにおいて、2003年の新庄剛志以来7年ぶりとなる単独入団会見が行われた。会見には監督の梨田昌孝と球団社長の藤井純一が同席し、背番号「18」のユニフォーム姿をお披露目。その後、梨田が捕手となりマウンドでプロ第一球を披露し、トークショー、サインボール投げ入れなどのセレモニーが行われた。
卒業論文のテーマは「スポーツの地方興行と観客動員の地域の中での経済効果について」。内容は、かつて日本ハムが東京から札幌に本拠地を移転したことによる地域に与えた経済的影響など。

### プロ入り後

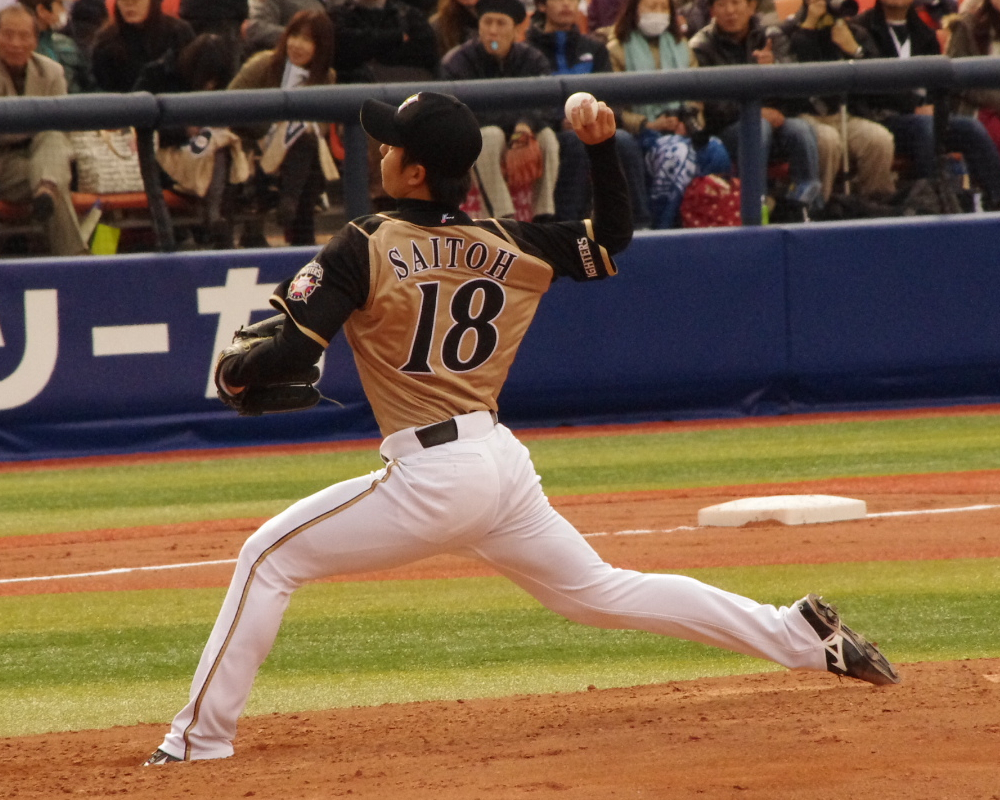
2012年3月16日、横浜スタジアムにて

2011年
4月17日、札幌ドームの千葉ロッテマリーンズ戦に先発でプロ初登板し、5回4失点（自責点1）で初勝利。同期入団のルーキーでは初勝利一番乗りとなった。投球については投手コーチの吉井理人から変化球の多さを指摘され、直球の割合を増やすことを課題とされた。5月8日の福岡ソフトバンクホークス戦（札幌ドーム）では、先発で1回を三者凡退に抑えたが、左脇腹の違和感を訴えて降板。左内腹斜筋の筋挫傷で全治2～3週間と診断され、出場選手登録抹消となった。6月29日に一軍復帰。7月22日からのオールスターゲームでは2試合の登板を無失点に抑え、スカイアクティブテクノロジー賞を受賞。シーズンでは故障もありながらローテーションの5番手に加わり6勝6敗防御率2.69とまずまずの成績を挙げた一方で、投球イニングの少なさ（QS率は42.1%）や被打率の高さ、WHIPは1.47と課題も残した。当時日本ハムの監督だった梨田昌孝は、この年死去した西本幸雄からシーズン前に斎藤の投球フォームについて「あいつの投げ方はあかん。左足が突っ立っとる。右腕が棒のようにかかっとるやないか。能見篤史のように、腕をしならせて投げるよう、指導せえ」と言われていたことを11月29日に行われた西本の告別式で明かした。クライマックスシリーズでは登板機会が無かった。
2012年
シーズン開幕3週間前の3月10日、東日本大震災復興支援ベースボールマッチの日本代表に選出される。野球中華民国代表相手に4番手で登板し1回を投げ、打者4人に対して被安打1奪三振1を記録した。3月19日、栗山英樹新監督からプロ入り2年目で自身初の開幕投手に指名される。3月30日の開幕戦（札幌ドーム、埼玉西武ライオンズ）にて9回1失点で初の完投勝利を挙げた。プロ野球の開幕戦で初完投勝利を記録したのは1962年の柿本実（中日ドラゴンズ）以来50年ぶり。パ・リーグでは1950年の榎原好（毎日オリオンズ）以来62年ぶり2人目。
4月20日、対オリックス・バファローズ戦（ほっともっとフィールド神戸）にて初完封勝利を挙げた。
6月6日、対広島東洋カープ戦（札幌ドーム）にて自身の誕生日を勝利で飾る。しかし6月12日以降、6戦連続で勝ち星から遠ざかるなど成績不振に陥った。7月30日、再調整のため出場選手登録抹消となった。
若手主体のフューチャーズや社会人JX-ENEOS野球部に打ち込まれるなど、7試合に先発した二軍では1勝5敗、防御率5.05、WHIP1.56と結果を残せなかったが、9月29日に2か月ぶりとなる一軍へ復帰。1試合中継ぎ登板した後、10月5日の東北楽天ゴールデンイーグルス戦に先発し、4回2/3を6失点と打ち込まれ8敗目を喫した。翌日に登録を抹消されレギュラーシーズンを終える。
シーズン通算で被打率.300、被出塁率.374、QS率50%、失点率5.19。RSAAは-20.74と、規定投球回数未満を含む12球団の全投手の中でワーストであった。
クライマックスシリーズでの登板機会はなかった。読売ジャイアンツとの日本シリーズでは第5戦の8回表から6点ビハインドの状況で敗戦処理として自身初のポストシーズン登板を果たす。プロ入り後の自己最速タイとなる147km/hを記録したが、鈴木尚広と松本哲也に適時打を打たれるなど2回2失点（自責2）という結果に終わった。
シーズンを通して投球フォームが定まらず、本人は結果と調子の感覚が一致しなかったという。
11月6日、「侍ジャパンマッチ2012「日本代表 VS キューバ代表」」の日本代表に選出されたが、キューバ戦を右肩痛で登板回避している。
シーズン終了後の契約更改では、500万円増の推定年俸3500万円で更改。同年夏ごろから肩への違和感を抱き始めたが、フォーム調整のために投げ込みを続けた結果痛みが悪化し、11月の終わりに右肩の関節唇損傷と診断された。
2013年
1月31日、右肩関節唇損傷の疑いが報じられた。
前年の右肩痛の影響もあり二軍スタート。二軍にて9失点を喫した後に一軍復帰を果たすが、5回もたずKOされる。一軍での登板は当該1試合のみに留まった。二軍での成績は1勝3敗、防御率8.61。
秋のフェニックス・リーグにおいても中盤に打ち込まれる場面が目立ち、1勝2敗、防御率7.18でシーズンを終了した。
2014年
7月31日、対ロッテ戦（QVC）にて先発。5回まで毎回走者を出しながらも、6イニングを6安打、ソロ本塁打による1失点で抑え、2012年6月6日の対広島戦以来785日ぶりの勝利投手となった。二軍では17試合に登板し、1勝7敗、防御率4.73。
2015年
同年も不振から脱却できず、12試合の登板で1勝3敗、防御率5.74と不本意な成績で終わった。オフには同姓である齊藤勝の退団により斎藤姓が1人となるが、スコアボードの表記を「斎藤佑樹」（フルネーム）に変更。
2016年
同年は11試合に登板するも未勝利に終わる。オフに背番号を「1」に変更。斎藤は成績不振による自責の念から背番号変更を球団へ願い出るも、提示されたのは巨人へFA移籍した陽岱鋼のつけていた1番であった。この番号は、かつて頂点を極めた夏の甲子園でつけていたエースナンバーである1番で再び輝きを取り戻せ、という球団からのメッセージであるとの見方が強い。ここまで不振が続くなかチームに残留している背景には、斎藤の持つ一般的認知度、斎藤の存在による球団のグッズ収入、斎藤がもたらすCM効果などがある。また、不振に喘いで批判に晒されながらも現役続投を選ぶ斎藤の精神的な打たれ強さを指摘しているライターも存在する。
2016年、日本ハムは2012年以来4年ぶりとなる7度目のリーグ優勝および、2006年以来10年ぶり3度目の日本一に輝いたが、斎藤はオフの優勝旅行を辞退した。
2017年
5月31日、札幌ドームでの横浜DeNAベイスターズとの交流戦に登板。2015年9月16日のロッテ戦（千葉マリンスタジアム）以来623日ぶりの勝利となった。
2018年
2年ぶりとなる未勝利に終わった。230万円減の推定年俸1600万円で更改。
2019年
11試合に登板するも、2年連続未勝利となった。ただし同年は主に中継ぎを務めている。防御率は4点台後半だったが、WHIPは1.29とキャリアハイの数字であった。
オフに、結婚を発表。
2020年
プロ入り後初の一軍登板なしに終わった。イースタン・リーグでは19登板で1勝3敗、防御率9.31。350万円減の推定年俸1250万円で更改。
10月、右肘の内側側副じん帯断裂と診断される。
2021年
7月12日のイースタン・DeNA戦（ファイターズ鎌ケ谷スタジアム）にて、269日ぶり（2020年10月16日、イースタン・巨人戦以来）の実戦登板を果たした。打者3人に9球三者凡退に抑えて無安打無失点。しかし、同年シーズンも一軍復帰とはならず。
10月1日、現役引退を表明。10月17日、本拠地・札幌ドームのオリックス戦にて行われる引退セレモニーの開催が発表され、同日の試合前に記者会見を開いた。当日は7回に登板し、先頭打者の福田周平に四球を与えて降板したものの、スタンドのファンから拍手で見送られた。4-3で勝利した試合後に引退セレモニーを行い、栗山英樹監督、梨田昌孝元監督、早実の先輩であるソフトバンクの王貞治球団会長からビデオメッセージが送られ、引退試合に花を添えた。
2013年以降、長期にわたる低迷にもかかわらず戦力外通告を受けなかったのは、一部報道によると「斎藤の好きな"1"という数字にちなんだ11シーズンの身分保障」が入団時の契約で定められていたためとされる。

### 現役引退後
2021年12月1日、自身のマネジメント会社『ユウ企画株式会社』（早稲田大学3年時（2010年）に両親が設立）の商号を『株式会社斎藤佑樹』へ変更および、代表取締役の立場となり「野球の未来づくり」に関する活動を開始。2022年からは、全国ネットのテレビCMへ相次いで出演している。また、北海道日本ハムファイターズ公式YouTubeチャンネルへの登場など幅広く活動。2022年4月～10月には、ソニーストア直営店舗にて「引退後の景色」という写真展を開催。写真家としての活動もスタートさせた。
2022年2月2日、学生野球資格回復制度を通じ、日本学生野球協会から資格回復の適性を認定。これにより、同協会に加盟する高校・大学における硬式野球部での指導や、現役部員（選手）を直々に取材可能となった。第94回選抜高等学校野球大会開幕直前である2022年3月17日から、「バーチャル高校野球」（朝日新聞社と朝日放送テレビが共同で運営する高校野球関連のポータルサイト）のフィールドディレクターへ就任。男女問わず硬式野球部を持つ日本全国の高校へ取材に赴いている。また、高校球児の取り組み・指導者の考え・高校野球の現場が抱える課題などをテーマに、「バーチャル高校野球」での動画リポートや『朝日新聞』でのコラム執筆などを務めている。
2022年の第104回全国高等学校野球選手権大会では、開会式（8月6日）直後の第1試合にて始球式に登場。朝日放送テレビが制作する開会式・準決勝第1試合（20日）・決勝（22日）の中継や『熱闘甲子園』（早稲田実業高校在学中にインタビューで出演していたテレビ朝日との共同制作番組）では『バーチャル高校野球』のフィールドディレクターとして出演。8月10日放送分の『熱闘甲子園』では、第26回全国高等学校女子硬式野球選手権大会の決勝（同月2日に甲子園球場で開催）ならびに、決勝進出校を取材した模様が放送された。
2023年の第105回全国高等学校野球選手権記念大会からは、朝日放送テレビ制作による中継へのゲスト出演に加え、新たに『熱闘甲子園』のキャスターを担当。同年には、本大会の出場をかけた南北海道大会の決勝戦がエスコンフィールドHOKKAIDO（日本ハムの本拠地として同年に開場）で初開催することを受け、現役投手（日本ハム時代）として叶わなかった同球場での登板を始球式で果たした。
2023年12月11日、株式会社シーソーゲーム（ミンカブ・ジ・インフォノイド子会社）の取締役兼兼最高情報責任者（CIO）に就任。2024年10月1日、同社のライブドアへの吸収合併に伴い、引き続きライブドアの取締役兼最高情報責任者（CIO）に就任。
土地の選定などの準備期間を経て2024年8月から北海道夕張郡長沼町の舞鶴スポーツ公園内に町から土地を貸与してもらい少年少女用の野球場を建設開始。自らも重機の免許を取るなど作業に携わっている。「はらっぱスタジアム」と命名し、2025年5月5日にプレオープンした。両翼70メートル、中堅80メートルで外野フェンスも設置されている。

## 選手としての特徴

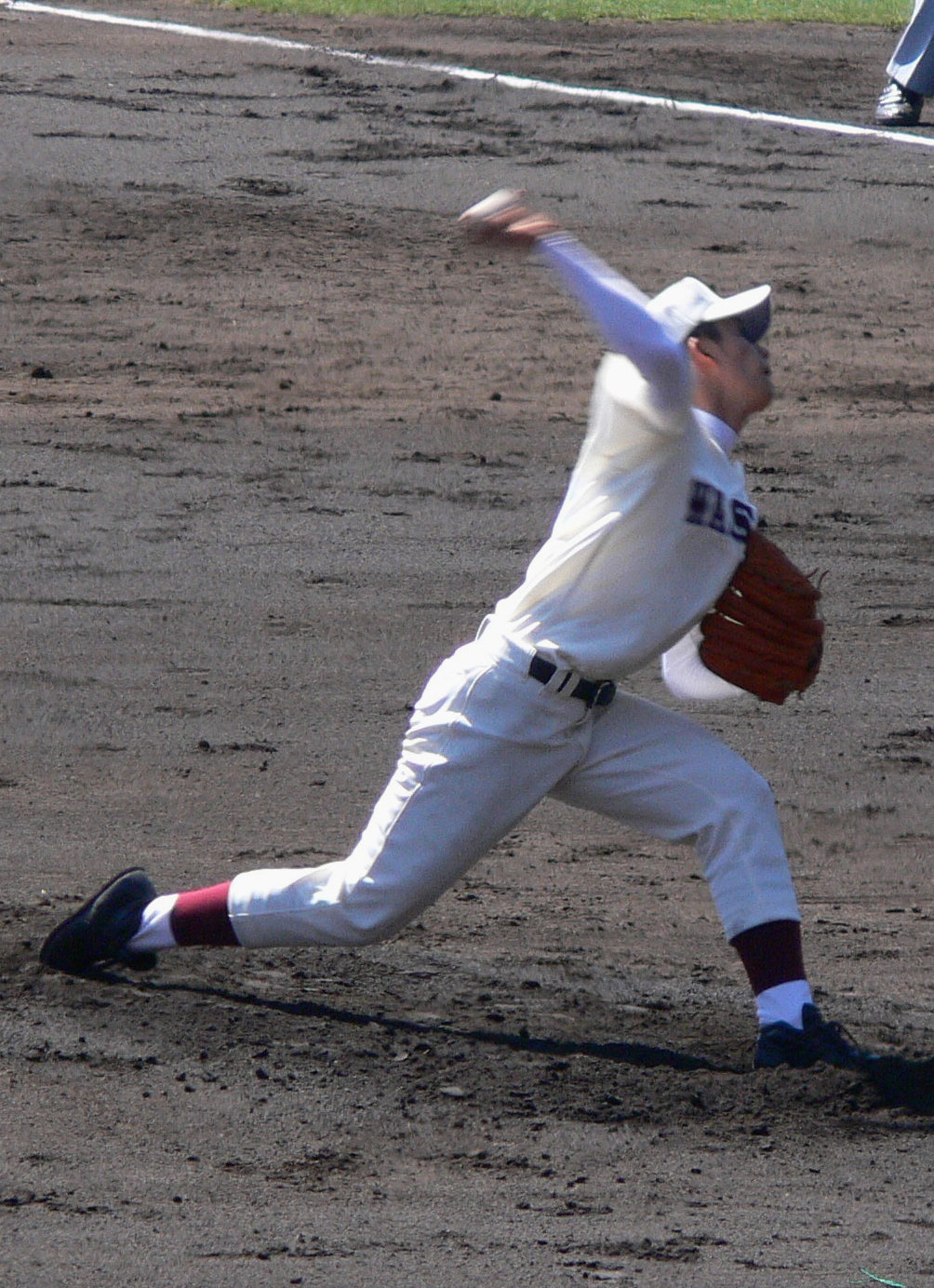
斎藤の投球フォーム（2006年）

オーバースローから投げる平均球速約139km/h、プロでの最速147km/hのストレートとスライダー、フォークボール、ツーシーム、カットボールを軸とし、稀にチェンジアップやカーブを混ぜる投球を見せる。打球が上がりにくい投球なため、2012年には半分以上の打球をゴロにした。自身は「アマチュア時代の経験が感覚を研ぎ澄ませてくれた」と語っている。ボールのリリース直前に”打たれる”と思った瞬間、身体が反射的に反応しボール球を投げる「危険察知能力」を強みとし、2012年は得点圏での被打率が低かった。2012年は、ストレートの空振り率が2パーセントと一軍では最低レベルの数値となる球威不足が影響し、初球からストライクが入らずボール先行になるなど、制球に苦しんだ。2014年までの通算与四球率3.54。
大学時代は自己最速150km/hを記録し、投球の半分近くを低めに集める制球力を武器とした。耳目を集めるきっかけとなった高校時代の投球は、当時のNPBを代表する投手だった松坂大輔から「考えて投げているのが分かる。プロでも、あそこまでイメージして投げている投手はなかなかいないんじゃないですか」と評された。また、当時のメジャーリーグを代表する左腕投手だったヨハン・サンタナは「変化球がいいね。打者へのアプローチが違う。すごい! いつの日かこっちでプレーするのを見たいねえ」と絶賛した。上述した高校3年夏の甲子園決勝だけでなく、同年の西東京予選の決勝戦でも221球投げており、最終イニングとなった11回表には149km/hを記録。また、大学4年間で故障や病気による離脱はなく、練習を休むこともなかった。高校2年までは被安打や味方の失策からマウンド上で感情を表に出すことがあった。しかし、早稲田実業野球部のOBから「投手がマウンド上で怒って、何か得をするのか?」と指摘されてからは、あまり表情を変えないようにしている。また、高校2年春の甲子園で打ち込まれたことをきっかけに、早稲田大学の先輩である佐竹功年を参考にした、膝を折り曲げて腰の位置を強制的に落とす投球フォームへの改造により球質が向上した。フォーム改造に一役買ったのは宮本賢（当時早稲田大学野球部主将・のちにプロでチームメイトとなった）の助言であるという。
張本勲からは「コントロールが良くて、まっすぐの回転が良かったが、それが裏目にでて主力打者に弱いタイプかも」と一長一短を指摘されていた。
プロでは主に先発投手を務めた。2020年シーズン終了時点において登板した88試合中、63試合が先発登板であり、通算勝利数は15勝。60試合以上に先発登板して通算15勝以下の選手は、日本プロ野球史上斎藤が唯一である。
打者としては、高校3年時の甲子園大会で6番打者を務めた。甲子園通算2本塁打、大学時代は通算1本塁打を記録。

## 人物
かつて群馬県立前橋工業高校の野球部、富士重工業に所属した父親は、野球の練習に厳しかったという。3歳違いの兄は群馬県立桐生高校の1番打者だった。
早実入学当初、群馬県太田市の実家からおよそ2時間かけて通学していたが、のちに東京在住だった兄とアパートで二人暮らしを始めた。高校卒業までは食事などの生活全般を兄が世話していた。大学入学と同時に野球部の安部寮に居住。
趣味は釣り。実家に帰省したときには渓流釣りを楽しむ。父親の勤務先および出身地（富士重工のお膝元）の影響から「ベンツよりポルシェより、いつかスバル車に乗りたい」というほどスバルの自動車を愛好している。2013年2月、フリーペーパー『R25』誌上のスバルの広告に登場した。2014年には北海道スバルのCMに出演を果たした。
早稲田大学3年時（2010年）には、系属校で開かれた講演会にて「野球が終わった（現役引退）後のために、金融や経済のことを勉強している。将来は政治家になりたい」と語っていた。同年、白熱化が予想される報道等（詳細は後述）へ対応すべく、両親が「ユウ企画株式会社」というマネジメント会社を地元の群馬県太田市に設立。実母が代表を務めたが、現役引退後の2021年12月1日付で「株式会社斎藤佑樹」へ商号を変更し、実母に代わり代表取締役へ就任。2021年12月10日、自身のInstagramでは、「『どこかに所属して面倒を見てもらう』というよりは、『自分で自分の道を切り拓いていくんだ』という気持ちで（株式会社斎藤佑樹という）会社を立ち上げた」と説明している。
目標とする投手には富士重工業硬式野球部に在籍した阿部次男。憧れの投手に、2013年から日本ハムの投手コーチに就任した黒木知宏を挙げ、中学時代には黒木の現役時代の背番号「54」が入ったハンカチを使用していたという。
ファンやマスコミからの愛称のひとつに「佑ちゃん」がある。これは、駒大苫小牧高校の田中将大と「佑ちゃん」「マー君」と呼び合っていると本人らが明かしたことがきっかけとなった（日米親善高校野球の際に監督を務めた和泉実が選手同士の交流を図るため互いに名字で呼ぶことを禁止したため）。プロ入り後、田中については、「いつか追いついて、追い越したいと思っている。勝負は今だけじゃないんだって、心のどこかで思っている。24歳、25歳の現時点では、ピッチャーとしてマー君の方が上です。でも、30歳になったら、40歳になったらどうかということは誰にもわからない。そのための大学4年間だったと思っています。そこには僕、けっこう自信を持ってるんです」と語っている。
2016年11月22日、チームメイト（大学の後輩）である有原航平と車で移動中、横転事故現場に遭遇。人命救助を行なったことで事故車に乗っていた男性は軽傷に留まった。
2021年4月、石毛宏典の公式YouTubeチャンネルに出演した西崎幸広は、「清宮幸太郎と同じように頑固でコーチの意見や指導を聞かずに自分の考えにこだわる節がある」と斎藤を分析している。
2022年1月、日本郵便北海道支社からオリジナルフレーム切手「北海道日本ハムファイターズ 斎藤佑樹 引退記念 ～11年間の軌跡～」が発売された。

## メディアの報道姿勢
2006年、夏の甲子園大会にて早稲田実業が勝ち進むにつれ、斎藤の端整なルックスと試合中のマウンド上で丁寧にたたんだ青いハンカチで顔の汗を拭く姿が話題となり、「ハンカチ王子」と呼ばれるようになる。この愛称はマスコミによって一気に拡散し、早稲田実業にはこのハンカチに関する問い合わせが殺到した。Yahoo!オークションでは定価400円である同種のハンカチに対し、一時的に1万円を超える値がついた。百貨店ではハンカチの売り上げが急増し、ジャスダックに上場するハンカチメーカー・川辺の株が値上がりした。のちにそのハンカチはニシオ株式会社が製造・販売する「GIUSEPPE FRASSON（ジョゼッペ・フラッソン）」というブランドのものだと判明。しかし、すでに販売終了していたため、ニシオはサンリオとタイアップし「幸せの青いハンカチ」と銘打ってハローキティの顔をあしらった青いハンカチを販売。最終的に約65万枚、約3億円を売り上げた。
同大会における早実の試合の平均視聴率（NHK）は、3回戦12.7%、準決勝戦18.1%と徐々に数字を上げ、決勝戦は1990年代以降で最高となる29.1%、瞬間最高視聴率は37.1%だった。翌日の決勝再試合は平日にもかかわらず23.8%、瞬間最高視聴率30.4%を記録。注目を集めたうえに優勝投手となった斎藤は、連日マスコミに大きく取り上げられる。大会終了後の日米大学野球選手権大会の選抜メンバーに選ばれ渡米すると、同大会の模様が連日報道され、試合も生中継された。帰国の際には関西国際空港に約600人のファンが集まった。また、高校卒業後の進路における報道の過熱ぶりから、9月11日には今後についての記者会見を開いている。会場となった早稲田実業高等学校のホールには150人以上の報道陣が集まり、テレビでも生中継された。
9月30日から開催された「のじぎく国体」では、野球場がある兵庫県高砂市に、開催前から斎藤の出場に関する問い合わせが殺到。早稲田実業学校の試合には連日観客が押し寄せ、試合前日から徹夜組による長蛇の列ができた。試合当日には観客にけが人が出る騒ぎとなり、入場制限が行われるなど厳戒態勢のもとで試合が行われた。翌年となる2007年、同大会にて使用された高砂市野球場は、斎藤の愛称にちなみ「ハンカチメモリアルスタジアム」という愛称が付与された（現在は撤回されている）。
『輝け甲子園の星』（日刊スポーツ出版社発行）など斎藤を扱った野球雑誌の売り上げが急増、『週刊女性』など女性週刊誌の表紙を飾った。また、斎藤単独の写真集や、斎藤をモデルとした楽曲『青いハンカチ～君がくれた夏の日～』のCDを発売。
「ハンカチ王子」の愛称が、2006年新語・流行語大賞のトップ10入りを果たす。しかし、日本学生野球憲章のアマチュア規定に抵触する恐れがあったため、言葉のみ受賞対象とし斎藤の表彰式出席は見送られた。また、伊藤忠商事をはじめとする複数の企業から特許庁へ商標出願がなされた。ちなみに、翌年注目を集めたゴルファーの石川遼には「ハニカミ王子」の愛称が付けられ、新語・流行語大賞を受賞している。
2007年、斎藤が早稲田大学の野球部へ入部したことで東京六大学野球が注目され、斎藤の登板試合を中心に大きく扱われるようになる。同年より、日本テレビが放映権を取得し地上波にて東京六大学野球中継が放送されることとなった。
この年の春季リーグ戦は、斎藤の開幕登板が予想されたことからチケットを求める問い合わせが殺到し、史上初めてチケットぴあでの入場券前売りが実施された。4月14日の開幕戦は前年春の4倍となる約18,000人が詰めかけ、4月29日に先発した法政大学との第2戦では約28,000人を動員。早慶戦以外では1992年以来の20,000人越えとなった。この日の夜、同じく明治神宮野球場で行われた東京ヤクルトスワローズ対読売ジャイアンツ戦の観客動員は29,654人である。東京六大学野球の観客数がプロ野球の試合に肉迫する結果となった。この試合では、これまで早慶戦以外ではみられなかった通称「三角内野」（第2内野席）が開放された。早稲田大学の優勝が決まった6月3日の早慶戦第2戦では約36,000人の観衆が集まり立ち見が出るほどの超満員となった。満員になったのは1997年春の早慶戦以来10年ぶり。この観客数は当日行われたプロ野球交流戦の6試合中5試合を上回り、北海道日本ハムファイターズ対阪神タイガース（札幌ドーム）に次ぐ動員となった。この試合の平均視聴率はNHKと日本テレビ合わせて14.3%を記録。
同リーグ戦の早稲田大学戦に訪れた観客の総数は11試合で約22万8,000人、1試合平均2万727人と、前年度に比べ3倍近い数を記録。2008年から史上初となる東京六大学野球のカレンダーおよび、ベースボールカードが発売されることとなった。
2010年、斎藤が大学4年となりプロ野球ドラフト会議が近づくにつれ、再び耳目を集めるようになる。10月28日に開催された同会議はTBSテレビが全国ネットにて生中継し、夕方の時間帯にもかかわらず平均視聴率14.4%を記録。同年のペナントレースの最高視聴率は14.3%（4月24日の巨人対広島東洋カープ戦、NHK）であり、それをも上回る視聴率となった。瞬間最高視聴率は、斎藤の交渉権を引き当てた日本ハム球団社長（当時）である藤井純一へのインタビューシーン（17.2%）。2007年の中田翔に続き斎藤を引き当てた藤井にあやかり、その後「GOD HANDグッズ」が発売された。
11月3日の早慶優勝決定戦は、立見席を用意。明治神宮野球場の収容人数35,650人に対し、チケット販売枚数は36,000枚となり20年ぶりに完売している。これによりマスコミ関係者には東京六大学野球連盟から大入袋が配られた。NHK総合によるテレビ中継は平均視聴率12.1%、瞬間最高視聴率は16.2%を記録。勝利投手となったヒーローインタビューにて「最後に一つだけ言わせてください」と切り出し、「いろんな人から斎藤は何か持ってると言われ続けてきました。今日、何を持っているのか確信しました。それは、仲間です」と語った。この発言が話題を集め、その年の新語・流行語大賞の選考委員特別賞を受賞。2006年の「ハンカチ王子」に続き2度目の受賞を果たす。これは野球界において史上初である。11月4日の記者会見当日、『ニュースウオッチ9』（NHK）、『報道ステーション』（テレビ朝日）、『NEWS ZERO』（日本テレビ放送網）、『NEWS23X』（TBSテレビ）、『すぽると!』（フジテレビジョン）（以上、出演順）へ生中継で出演した。11月6日放送の『S☆1』（TBSテレビ）へ出演した應武篤良（当時の早稲田大学野球部監督）は、斎藤の入学時に熱狂的なファンの一部による盗撮や寮の部屋を覗くといった行為があったと明かした。
12月9日、札幌ドームで行われた単独入団会見には、平日にもかかわらず約8,000人のファンが駆けつけた（2003年の新庄剛志の入団会見は約2,000人）。この模様は『情報ライブ ミヤネ屋』（読売テレビ）にて全国ネット生中継された（北海道の民放5局とNHK、衛星放送のGAORAでも同時生中継）。新人選手の単独入団会見は球団史上初。
2011年1月11日、千葉県鎌ケ谷市の合宿所「勇翔寮」への入寮時には、約500人のファンや報道陣が集まり、その様子がワイドショーで生中継された。ファイターズ鎌ケ谷スタジアムでの自主トレ期間はスタジアムに連日約2,000人ものファンが押し寄せ、史上初となる観客席を開放。さらに1月16日に行われた「新入団選手歓迎式典・交流会」ではスタジアム史上最高の約11,000人（前年は512人）のファンが集まった。上空には取材ヘリが8機飛ぶ中、入団記念グッズ（Tシャツ・フェイスタオル・ストラップ）が発売され販売開始からおよそ1時間で完売。球場のある鎌ケ谷市には大きな経済効果がもたらされ、テレビ報道による同市のPRとしては約160億円の広告効果があった。2月1日から沖縄県名護市で行われた春季キャンプでは、那覇空港にて1,000人以上が出迎えた。キャンプ初日には400人以上の報道陣が集まり、その一挙手一投足を連日マスコミで報道。期間中は、前年の11,550人の2倍以上となる計27,150人の観客が名護市のキャンプ地を訪れた。野球解説者からは名護での斎藤に対する厳しい評価も寄せられたが、早大の大先輩である広岡達朗はもっとも辛辣だった。広岡は『週刊新潮』にて「踏み出した左足が突っ張るフォームが致命的で1勝もできない」とこき下ろした。
4月17日のプロ初登板・初先発試合（ロッテ戦、札幌ドーム）は、北海道テレビ放送が放映権を持っていたことからキー局であるテレビ朝日は当初放送予定だった番組を急遽中止しスタッフを派遣。”緊急生中継”として、斎藤の投球回を中心にローカル枠で放送した。デーゲームにもかかわらず、北海道地区における平均視聴率は29.4%、瞬間最高視聴率37.0%を記録。中継した北海道テレビのレギュラーシーズンにおける野球放送としては史上最高の視聴率となった。
9月10日の東北楽天ゴールデンイーグルス戦（日本製紙クリネックススタジアム宮城）にて、2006年夏の甲子園決勝以来となる田中将大との対決が実現し、チケットは前売りのみで完売。両投手とも完投（斎藤は初完投）し、4対1で楽天が勝利。この試合は「ジョージア魂」賞年間大賞に選出された（受賞は田中将大）。
2012年3月30日、自身初の開幕投手をプロ初完投勝利で飾った試合（埼玉西武ライオンズ戦、札幌ドーム）の中継（札幌テレビ放送）にて、平均視聴率31.6%を記録。これまで最高だった29.4%（上述した2011年の斎藤がプロ初登板試合）を上回り、北海道内の球団公式戦中継では最高記録を更新。瞬間最高視聴率は39.4%。

## エピソード
- 日米親善高校野球大会にて、アメリカ選抜でボールボーイを務めた当時9歳のラーズ・ヌートバーと記念撮影をしている[87]。

## 詳細情報

### 年度別投手成績
| 年 度      | 球 団      | 登 板 | 先 発 | 完 投 | 完 封 | 無 四 球 | 勝 利 | 敗 戦 | セ 丨 ブ | ホ 丨 ル ド | 勝 率 | 打 者 | 投 球 回 | 被 安 打 | 被 本 塁 打 | 与 四 球 | 敬 遠 | 与 死 球 | 奪 三 振 | 暴 投 | ボ 丨 ク | 失 点 | 自 責 点 | 防 御 率 | W H I P |
| ---------- | ---------- | ----- | ----- | ----- | ----- | -------- | ----- | ----- | -------- | ----------- | ----- | ----- | -------- | -------- | ----------- | -------- | ----- | -------- | -------- | ----- | -------- | ----- | -------- | -------- | ------- |
| 2011       | 日本ハム   | 19    | 19    | 1     | 0     | 0        | 6     | 6     | 0        | 0           | .500  | 472   | 107.0    | 122      | 5           | 35       | 1     | 5        | 62       | 6     | 0        | 41    | 32       | 2.69     | 1.47    |
| 2012       | 日本ハム   | 19    | 18    | 2     | 1     | 0        | 5     | 8     | 0        | 0           | .385  | 480   | 104.0    | 126      | 8           | 48       | 1     | 2        | 59       | 5     | 0        | 60    | 46       | 3.98     | 1.67    |
| 2013       | 日本ハム   | 1     | 1     | 0     | 0     | 0        | 0     | 1     | 0        | 0           | .000  | 23    | 4.0      | 5        | 0           | 5        | 0     | 1        | 1        | 1     | 0        | 6     | 6        | 13.50    | 2.50    |
| 2014       | 日本ハム   | 6     | 6     | 0     | 0     | 0        | 2     | 1     | 0        | 0           | .667  | 118   | 26.0     | 28       | 4           | 16       | 0     | 1        | 20       | 0     | 0        | 15    | 14       | 4.85     | 1.69    |
| 2015       | 日本ハム   | 12    | 7     | 0     | 0     | 0        | 1     | 3     | 0        | 0           | .250  | 190   | 42.1     | 52       | 5           | 14       | 0     | 1        | 24       | 0     | 0        | 28    | 27       | 5.74     | 1.56    |
| 2016       | 日本ハム   | 11    | 3     | 0     | 0     | 0        | 0     | 1     | 0        | 0           | .000  | 104   | 23.2     | 26       | 2           | 11       | 0     | 2        | 14       | 3     | 0        | 12    | 12       | 4.56     | 1.59    |
| 2017       | 日本ハム   | 6     | 6     | 0     | 0     | 0        | 1     | 3     | 0        | 0           | .250  | 126   | 28.0     | 39       | 3           | 5        | 0     | 2        | 14       | 0     | 0        | 23    | 21       | 6.75     | 1.57    |
| 2018       | 日本ハム   | 3     | 2     | 0     | 0     | 0        | 0     | 1     | 0        | 0           | .000  | 45    | 8.2      | 8        | 2           | 12       | 0     | 2        | 3        | 0     | 0        | 8     | 7        | 7.27     | 2.31    |
| 2019       | 日本ハム   | 11    | 1     | 0     | 0     | 0        | 0     | 2     | 0        | 0           | .000  | 87    | 21.0     | 19       | 1           | 8        | 0     | 0        | 12       | 2     | 0        | 12    | 11       | 4.71     | 1.29    |
| 2021       | 日本ハム   | 1     | 0     | 0     | 0     | 0        | 0     | 0     | 0        | 0           | ----  | 1     | 0.0      | 0        | 0           | 1        | 0     | 0        | 0        | 0     | 0        | 0     | 0        | ----     | ----    |
| 通算：10年 | 通算：10年 | 89    | 63    | 3     | 1     | 0        | 15    | 26    | 0        | 0           | .366  | 1646  | 364.2    | 425      | 30          | 155      | 2     | 16       | 209      | 17    | 0        | 205   | 176      | 4.34     | 1.59    |

### 年度別守備成績
| 年 度 | 球 団    | 投手  | 投手  | 投手  | 投手  | 投手  | 投手     |
| 年 度 | 球 団    | 試 合 | 刺 殺 | 補 殺 | 失 策 | 併 殺 | 守 備 率 |
| ----- | -------- | ----- | ----- | ----- | ----- | ----- | -------- |
| 2011  | 日本ハム | 19    | 5     | 23    | 0     | 2     | 1.000    |
| 2012  | 日本ハム | 19    | 6     | 19    | 1     | 3     | .962     |
| 2013  | 日本ハム | 1     | 0     | 0     | 0     | 0     | ----     |
| 2014  | 日本ハム | 6     | 0     | 7     | 0     | 0     | 1.000    |
| 2015  | 日本ハム | 12    | 3     | 6     | 0     | 0     | 1.000    |
| 2016  | 日本ハム | 11    | 2     | 3     | 0     | 1     | 1.000    |
| 2017  | 日本ハム | 6     | 4     | 1     | 2     | 0     | .714     |
| 2018  | 日本ハム | 3     | 1     | 1     | 0     | 0     | 1.000    |
| 2019  | 日本ハム | 11    | 2     | 3     | 0     | 0     | 1.000    |
| 2021  | 日本ハム | 1     | 0     | 0     | 0     | 0     | ----     |
| 通算  | 通算     | 89    | 23    | 63    | 3     | 6     | .966     |

### 表彰
- オールスターゲーム SKYACTIV TECHNOLOGY賞：1回（2011年）
- Get Sports賞（2010年[88]）
- ゆうもあ大賞（2010年）
- ユーキャン新語・流行語大賞
  - トップテン：1回（2006年）「ハンカチ王子」
  - 特別賞：1回（2010年）「何か持っていると言われ続けてきました。今日何を持っているのか確信しました…それは仲間です」

### 記録
初記録
投手記録
- 初登板・初先発登板・初勝利・初先発勝利：2011年4月17日、対千葉ロッテマリーンズ3回戦（札幌ドーム）、5回4失点（自責点1）
- 初奪三振：同上、1回表に岡田幸文から空振り三振
- 初完投：2011年9月10日、対東北楽天ゴールデンイーグルス19回戦（日本製紙クリネックススタジアム宮城）、8回10被安打4失点で敗戦投手
- 初完投勝利：2012年3月30日、対埼玉西武ライオンズ1回戦（札幌ドーム）、9回4被安打1失点7奪三振
- 初完封勝利：2012年4月20日、対オリックス・バファローズ4回戦（ほっともっとフィールド神戸）、9回8被安打

打撃記録
- 初打席：2012年5月19日、対広島東洋カープ1回戦（MAZDA Zoom-Zoom スタジアム広島）、2回表に野村祐輔から右飛

その他の記録
- 開幕投手：1回（2012年）
- オールスターゲーム出場：2回（2011年、2012年）

### 背番号
- 18（2011年 - 2016年）
- 1（2017年 - 2021年）
  - 21（2012年侍ジャパンマッチ）

### 登場曲
- 『勇気100%』NYC（2011年 - 2021年） - 埼玉西武ライオンズ時代に同曲を登場曲として使用した松坂健太の助言により決定したという。
- 『ALWAYS』光永亮太（2014年3月29日）

## 関連企業
- BOW企画 - マネジメント契約[89]
- ミズノ - アドバイザリープロスタッフ契約（2011年4月1日 - 2013年12月31日）[90]
- 株式会社シーソーゲーム - 取締役兼CIO（2023年12月 - ）[91][92]

## 出演

### テレビ番組
- news every.（2024年3月25日 - 、日本テレビ） - キャスター（月・火）
- 1億人の大質問!?笑ってコラえて!（2022年4月4日・6月22日・9月14日・2023年4月12日、日本テレビ） - コーナー「王子の旅」
- 斎藤佑樹 ロンドン発!500マイルの旅（2023年7月28日 - 9月29日、BS日テレ）[93][94]
- 全国高校野球選手権大会中継（「バーチャル高校野球」でもサイマル配信を実施している朝日放送テレビ制作分のテレビ中継）
  - 2022年の第104回大会から、一部の試合にて中継でのゲストとして随時出演。2023年の第105回記念大会では、1回戦から準々決勝までの試合の合間（インターバルゾーン）に関西ローカルで放送される事前収録企画「甲子園　喜怒哀楽」（栗山・小倉全由・香田誉士史・平田良介との対談シリーズ）のナビゲーターも務めた。
- 熱闘甲子園（2023年 - 、朝日放送テレビ・テレビ朝日共同制作） - キャスター
  - 2022年8月10日放送分にスペシャルゲストとして出演後、2023年からキャスターを担当。2023年には、日本コカ・コーラ（単独スポンサー）からのインフォマーシャルにも福戸あや（朝日放送テレビアナウンサー）と共に登場し、本編へ出演しない日も随時放送されている。

特別番組
- 芸能人監督グランプリ（2022年12月2日、日本テレビ） - 羽鳥慎一監督が撮る斎藤佑樹（「斎藤佑樹 第2の人生とハンカチ」）
- アジア大会中国・杭州（2022年9月23日 - 10月8日、TBS） - スペシャルキャスター
- 斎藤佑樹の夢の旅in USA〜ずっとこの野球場に来たかった〜（2023年12月30日（29日深夜）、朝日放送テレビ）

### CM
- キリンビール「キリン一番搾り生ビール」“ビール、飲みませんか”シリーズ『ビール、飲みませんか 松坂大輔×斎藤佑樹』篇（2022年2月17日 - ） - 松坂大輔と共演[95]
- ユニクロ『LifeとWear/ぼくのユニフォーム』篇（2022年3月7日 - ）綾瀬はるかと共演[96]
- 国民年金基金（2023年4月 - ）[97]
- ウィザースホーム（2023年12月25日 - ）[98]
- サンコーインダストリー（2024年）[99]